# محمد بسام عمادي
محمد بسام عمادي من مواليد عام 1950، هو سفير سوري سابق لدى دولة السويد. زادت شهرته بعدما انشق عن نظام بشار الأسد في عام 2011 وأصبح عضوا في المجلس الوطني السوري المُعارض.

## المسيرة المهنية
استقال محمد بسّام من منصبه كسفير لدولة سوريا لدى السويد في عام 2009، ثم بدأ العمل في صفوف المعارضة في بداية الانتفاضة في آذار/مارس من عام 2011.

## الانشقاق
فرّ عمادي إلى تركيا مع عائلته في كانون الأول/ديسمبر 2011.